# Verbascum valerianifolium
Verbascum valerianifolium är en flenörtsväxtart som först beskrevs av Achille Richard, och fick sitt nu gällande namn av Huber-morath. Verbascum valerianifolium ingår i släktet kungsljus, och familjen flenörtsväxter. Inga underarter finns listade i Catalogue of Life.